# Hylaeus conformis
Hylaeus conformis är en biart som beskrevs av Förster 1871. Hylaeus conformis ingår i släktet citronbin, och familjen korttungebin. Inga underarter finns listade i Catalogue of Life.